# 仁保隆慰
仁保 隆慰（にほ たかやす）は、戦国時代から安土桃山時代にかけての武将。初めは大内氏家臣で、防長経略以後は毛利氏家臣となり、豊前門司城の城番や豊前国企救郡の代官職を務める。

## 生涯

### 出自
隆慰の出自については、大内氏家臣である仁保刑部丞の子とする説と、大内義隆の側近で評定衆の杉興重（杉宗長入道）の子で仁保氏に婿入りしたとする説がある。
隆慰を杉興重（杉宗長入道）の子と記す仁保氏の系譜によると、仁保氏当主で筑前国志摩郡の柑子岳城城督などを務めていた仁保興奉が天文8年（1539年）に死去した後、年不詳だが仁保氏庶流で奉行衆を務めていた吉田興種の子である仁保隆在が養嗣子となったとされており、仁保氏当主が隆慰ではないような記述となっているが、従五位下に叙せられている隆慰が仁保氏当主であったと考える方が自然とする見解もある。

### 大内氏奉行人
隆慰は大内義隆に仕えて奉行人として活動し、天文11年（1542年）から始まる大内義隆の出雲遠征（第一次月山富田城の戦い）に従軍した。
天文14年（1545年）8月22日、従五位下に叙せられる。
天文20年（1551年）の大寧寺の変では陶隆房（後の陶晴賢）側の主要人物の一人で、変の後は大内氏の家督を継いだ大内義長を補佐した。
天文21年（1552年）8月17日、橋爪鑑実、飯田興秀、陶晴賢と共に大内義長の奉行衆として、恵良修理亮が前年に陶晴賢から宛行われた名主職について義長の安堵を要請した件について、義長の袖判を添えて執達する。
また、内藤興盛と共に同年9月21日には長門国美祢郡伊佐別府の桜山南原寺の、同年10月20日には長門国大津郡深川庄の弥勒寺とその末寺である惣持院の寺家と寺領を安堵する。
天文24年（1555年）10月1日の厳島の戦いで毛利軍に敗れた陶晴賢が自害し、毛利氏の防長経略が始まると、陶晴賢という支柱を失った大内義長政権は義長を推戴する部将達の連合政権的性格を帯び、この時期に出された奉書は連署者が7名に増加しているが、その連署者に隆慰も名を連ねている。なお、隆慰以外の連署者には弘中賢俊、河屋隆通、波多野興滋、青景隆著、兵庫頭某、橋爪鑑実が名を連ねる。
弘治2年（1556年）8月22日の石津正祐に対する知行宛行状、同年8月28日の長岡実勝に対する知行宛行状に、小原隆言、杉隆相（後の杉元相）、内藤隆世らと共に名を連ねる。

### 毛利氏服属
その後、大内氏滅亡の直前に毛利氏に降って本領を安堵され、弘治3年（1557年）3月下旬に毛利軍が大内義長の籠る且山城を攻撃する際に、堀立直正や飯田隆時らと共に大内義長との和議の下準備を進めている。防長経略後は、大庭賢兼と共に周防奉行を務める。また、同年8月17日、毛利隆元が周防国の周防国分寺と法花寺に対して出した3ヶ条の禁制に粟屋元親、児玉就忠、国司元相、桂元忠と共に名を連ねた。同年8月24日の能美重友に対する知行宛行状に隆慰も名を連ねている。
同年8月28日、本領に加えて長門国各地に新たに所領を与えられ、翌弘治4年（1558年）8月28日にも長門国の所領を与えられている。

### 門司城番
永禄2年（1559年）6月、防長両国の安定的確保を図るためにも豊前国企救郡の確保が不可欠と判断した毛利氏は、企救郡を本貫とする大内氏旧臣の貫元助らを帰国させ、その奮戦により大友氏から門司城を奪取し、隆慰が門司城の城番となったが、同年9月26日に田原親宏と田原親賢の率いる大友軍が門司城に攻め寄せると、城兵を督励して防戦するも衆寡敵せず門司城を奪還され、大友方の佐田隆居によって波多野興滋・兵庫允父子や須子大蔵が討ち取られている。その後再び毛利方によって門司城が奪還され、同年12月19日には再び隆慰が門司城の城番に任じられると共に、企救郡の一郡給人寺社家代官職に任じられ、門司城付近の柳郷、大積郷、片野郷を預けられた。
関門海峡はその両岸を支配してこそ実質的な領有が可能であり、重要性も高まることから、門司城の対岸にある赤間関の代官と赤間関の南部にあった海城である鍋城の城番を務める堀立直正と緊密な連絡を取りつつ、必要に応じて堀立直正が自ら門司城へ入城して籠城する等して両城一体となった軍事的体制の構築が進められた。
永禄11年（1568年）、毛利氏が豊前松山城や香春岳城等の豊前国における重要な戦略拠点の回復を進める中、大友氏に降伏した長野筑後守が5月3日に何者かによって殺害され、その首級が毛利氏の赤間関在番衆に届けられる事件が発生したことで、大友方に属する長野弘勝と長野助守が三岳城と等覚寺城の守備についたため、両城の連絡を遮断するために隆慰が宮山城に入城したが、6月20日に田原親宏が率いる大友軍に宮山城を攻め落とされ、50余人が討ち取られている。
天正5年（1577年）4月29日、一所衆についての注文状を毛利輝元に披露した旨を国司元武、児玉元良、長井親房から伝えられる。
天正9年（1581年）、大友軍が毛利氏との領国の境目に出陣したことを、内藤隆春と共に毛利輝元に注進する。
天正14年（1586年）から始まる豊臣秀吉による九州平定に先立って隆慰は嫡男の元豊や高須元兼らと共に門司城に在城していたが、同年7月11日に毛利輝元は大友氏と島津氏による豊薩合戦が起こっている九州方面に対する警戒を厳とし、仁保元豊に対して赤間関に駐屯する神田元忠（後の三浦元忠）と協力して九州方面への処置を油断なく行うように命じると共に、九州方面の実情を注進することを求めている。
同年7月23日に門司城に在城する高須元兼が輝元のもとを訪れて北九州における戦況を報じると、輝元は「九州の情勢が甚だ心許ないため、諸所の情報を収集して時宜に従い注進することが肝要であり、門司城には北九州の諸将から集めた人質がいるため、特別の心遣いが必要である」と高須元兼に申し遣わしている。さらに仁保隆慰にも書状を送り、警戒するよう命じている。
輝元の書状を受けた隆慰は、同年8月1日に輝元の側近である児玉元兼と長井元親に対して書状を送り、「島津軍が門司城を攻撃した場合は戦死する覚悟で臨むことは勿論であるが、嫡男の元豊も隆慰と同様に門司城に在城して戦死する覚悟でいる。元豊には仁保家の存続のため長門国へ帰国するよう重ねて言い聞かせたが、元豊は同意せず、その覚悟が揺るがなかったため、もし隆慰と元豊の二人ともが戦死した場合は次男の広慰に家督を継がせ、所領についても少しの相違も無く相続させ、広慰が奉公を遂げて尽力するように折々に上意を加えられると忝い」と伝えると共に、以上の旨を輝元に披露して書状に輝元の袖判を据えて、別途奉書等に副えて広慰に渡すよう依頼しており、『閥閲録』に収録された該当の書状には輝元の袖判が記されている。
没年は不明。嫡男の元豊が後を継いだ。

## 逸話
- 年不詳だが、隆慰と嫡男・元豊の仲について両者から聞き取りを行った小早川隆景が助言を行う旨の書状を送られている[36]。

## 偏諱を与えた人物
- 温科慰重[37]
- 門司慰親[38]